# プランク長
プランク長（プランクちょう、英: Planck length）は、長さのプランク単位である。記号 {\displaystyle \ell _{P}} で表し、単位はmPである。コンプトン波長を {\displaystyle \pi } で割ったものとシュワルツシルト半径とが等しい長さとなる質量で定義される。このときの質量をプランク質量という。

## 導出
質量 {\displaystyle m}、光速度を {\displaystyle c}、万有引力定数を {\displaystyle G} とすると、そのシュワルツシルト半径 {\displaystyle r_{s}} は、
{\displaystyle r_{s}={2Gm \over c^{2}},}
と表される。一方、質量 {\displaystyle m} のコンプトン波長 {\displaystyle \lambda _{c}} はプランク定数 {\displaystyle h} を使って
{\displaystyle \lambda _{c}={h \over mc},}
と表される。定義 {\displaystyle r_{S}={\lambda _{C} \over \pi }} より、
{\displaystyle r_{S}={2Gm \over c^{2}}={h \over {\pi m}c}={2\hbar  \over {m}c},}
ここで、{\displaystyle \hbar ={h \over {2\pi }}} （＝ディラック定数）である。すると、質量 {\displaystyle m}、シュワルツシルト半径 {\displaystyle r_{S}} はそれぞれ、
{\displaystyle m={\sqrt {\hbar c \over G}},r_{S}=2{\sqrt {\hbar G \over c^{3}}},}
となる。このとき、
{\displaystyle \ell ={\lambda _{C} \over 2{\pi }},}
をプランク単位系ではプランク長といい、記号 {\displaystyle \ell _{P}} （単位 : mP）で表す。国際単位系に換算すると、
{\displaystyle \ell _{P}\,{\mbox{m}}_{p}={\ell _{P}{\sqrt {\hbar G \over c^{3}}}}\thickapprox \ell _{P}\times 1.616\ 229(38)\times 10^{-35}\,{\mbox{m}}.}
となる。

## 背景
この単位は自然単位による計測系を作ろうとしていたマックス・プランクによって作られた。プランク長はプランク質量に基づくものである。この単位が提唱されたときには量子力学や一般相対性理論は知られていなかったが、後に、プランク長のスケールでは重力が量子力学の影響を示すことが明らかとなった。そしてこの事から、重力が重力子によって媒介されていると言う重力相互作用の理論が予測された。
観測可能な宇宙の推定の大きさ（共動距離：直径 930億光年 = 8.798×1026 m）は、5.444×1061 プランクメートルである。量子カオス系においてはプランク長よりも小さいスケールが現れることがある。大きさがないといわれている素粒子のシュワルツシルト半径は1mP以下であるが、1mP以下の長さが存在するか否かは判明していないことなどから実際に素粒子がシュワルツシルト半径を形成しているかどうかは定かではない。